# Wieże de Redina

Przybliżona lokalizacja wież de Redina na wyspie Malta

Wieże de Redina (De Redin Towers) – grupa czternastu małych umocnionych kamiennych wież obserwacyjnych zbudowana za czasów wielkiego mistrza kawalerów maltańskich Martin de Redin. Trzynaście wież zostało zbudowanych na wyspie Malta, jedna na wyspie Gozo. Zostały zbudowane pomiędzy 1658 a 1659. Każda z wież znajduje się w zasięgu wzroku z sąsiedniej i służyły jako wieże komunikacyjne pomiędzy wyspą Gozo i Wielkim Portem, oprócz funkcji obserwacyjno-ostrzegawczych przed piratami.
Wieże de Redina są wzorowane na wcześniejszych tzw. Wieżach Lascarisa (Lascaris towers) zbudowanych w latach 1637–1640 przez poprzednika Martina de Redina na stanowisku wielkiego mistrza Juana de Lascarisa. 
Wiele z wież przetrwało do czasów dzisiejszych i część z nich jest dostępna dla zwiedzających. 
Lista wież de Redina:
1. Wieża Għajn Ħadid
2. Wieża Għallis
3. Wieża św. Marka lub Qalet Marku Tower
4. Wieża Madliena
5. Wieża St. Julians
6. Wieża Armier
7. Wieża Bengħisa
8. Wieża Triq il-Wiesgħa
9. Wieża Xrobb l-Għaġin
10. Wieża Delimara
11. Wieża Żonqor
12. Wieża Ħamrija
13. Wieża Wardija
14. Wieża Mġarr ix-Xini